# La fortuna che abbiamo (Live)
La fortuna che abbiamo (Live) è il primo album dal vivo del cantautore italiano Samuele Bersani, pubblicato nel 2016.

## Il disco
Il disco celebra i venticinque anni di carriera dell'artista ed è stato registrato sia in formato audio che video (si tratta di un cofanetto composto da due CD e un DVD) nel corso di due concerti tenuti a Milano (Canzoni per legno, corde e ottoni) e Roma (Plurale unico) nel 2015. Sono presenti alcuni vecchi successi dello stesso cantante, di cui alcuni reinterpretati dal vivo in duetto con artisti vari come Carmen Consoli, Caparezza, Marco Mengoni e Luca Carboni.
Il brano inedito La fortuna che abbiamo è stato pubblicato alcuni giorni prima del disco come singolo di lancio.

## Tracce

### Disco 1
1. La fortuna che abbiamo – 3:46
2. Spaccacuore (Live) (feat. Orchestra Sinfonica dei Pomeriggi Musicali) – 5:02
3. Il pescatore di asterischi (Live) (feat. Marco Mengoni & Gnu Quartet) – 5:20
4. Cattiva (Live) – 4:33
5. En e Xanax (Live) (feat. Gnu Quartet) – 4:49
6. Lo scrutatore non votante (Live) (feat. Gnu Quartet) – 3:29
7. Come due somari (Live) (feat. Musica Nuda) – 3:48
8. Giudizi universali (Live) (feat. Carmen Consoli & Gnu Quartet) – 4:06
9. Chicco e Spillo (Live) (feat. Caparezza & Gnu Quartet) – 4:19
10. Replay (Live) (feat. Gnu Quartet) – 4:22
11. Occhiali rotti (Live) (feat. Orchestra Sinfonica dei Pomeriggi Musicali) – 4:58

### Disco 2
1. Il mostro (Presenta Dario Argento) (Live) – 5:42
2. Psyco (Live) – 4:04
3. Ferragosto (Live) – 4:05
4. Le mie parole (Live) (feat. Pacifico) – 3:26
5. Le storie che non conosci (Live) (feat. Pacifico & Francesco Guccini) – 4:36
6. Sicuro precariato (Live) – 4:55
7. Settimo cielo (Live) (feat. Gnu Quartet) – 3:50
8. Lascia stare (Live) (feat. Gnu Quartet) – 3:49
9. Complimenti! (Live) (feat. Gnu Quartet) – 4:10
10. Freak (Live) (feat. Gnu Quartet) – 3:31
11. Canzone (Live) (feat. Luca Carboni & Gnu Quartet) – 4:50
12. Coccodrilli (Live) – 6:42

## Classifiche
| Classifica (2016) | Posizione |
| ----------------- | --------- |
| Italia            | 5         |